# Ryūki Nishimuro
Ryūki Nishimuro (japanisch 西室 隆規 Nishimuro Ryūki; * 2. Juni 1993 in der Präfektur Yamanashi) ist ein japanischer Fußballspieler.

## Karriere
Nishimuro erlernte das Fußballspielen in der Jugendmannschaft der Kashima Antlers und der Universitätsmannschaft der Hōsei-Universität. Seinen ersten Vertrag unterschrieb er 2016 bei Kataller Toyama. Der Verein aus Toyama spielte in der dritthöchsten Liga des Landes, der J3 League. Für den Verein absolvierte er 17 Ligaspiele. 2018 wechselte er zum Viertligisten Verspah Ōita. Für den Verein aus Yufu absolvierte er 21 Ligaspiele. Im Januar 2019 nahm ihn der Viertligist ReinMeer Aomori FC unter Vertrag. Nach vier Spielzeiten, in denen er 36 Ligaspiele bestritt, wechselte er zu Beginn der Saison 2023 zum unterklassigen Shinagawa CC Yokohama.